# A Casagrande család
A Casagrande család (eredeti cím: The Casagrandes) 2019 és 2022 között vetített amerikai televíziós 2D-s számítógépes animációs sorozat, amely A Lármás család spin-offja. A tévéfilmsorozat a Nickelodeon Animation Studio gyártásában készült, a Viacom Media Networks forgalmazásában jelent meg. Műfaja filmvígjáték-sorozat. Amerikában 2019. október 14-étől a Nickelodeon tűzte műsorra. Magyarországon 2020. március 30-án mutatták be a Nickelodeon-on és a Nicktoons-on. 
2022. február 17-kén megerősítették hogy a 3.évad után a sorozatot elkaszálták.
2023. április 4-én megerősítették hogy a Lármás család-hoz hasonlóan, a Casagrande család is kap egy saját filmet.

## Ismertető
A Lármás család egyik epizódjában ("Retyerutya a javából") Ronnie Anne Santiago, a bátyjával Bobby-val és édesanyjukkal, Mariaval Great Lakes City-be költöztek, a szintén soktagú Casagrande családhoz. Abuelo (magyarul: nagyapa) Hector-al és Abuela (magyarul: nagymama) Rosa-val, Tío (magyarul: nagybácsi) Carlos-al és Tía (magyarul: nagynéni) Frida-val, az unokatestvéreikkel Carlota-val, CJ-vel, Carl-al és Carlitos-al és az háziállataikal Lalo-val és Sergio-val. Ronnie Anne és új legjobb barátja Sid Chang-al felfedezik Great Lakes City végtelen lehetőségeit. Bobby Abueló-nak segít a Mercadóba (magyarul: bolt).

## Szinkronstáb
| Magyar változat munkatársai | Magyar változat munkatársai                                    |
| --------------------------- | -------------------------------------------------------------- |
| Felolvasó                   | Schmidt Andrea                                                 |
| Főcímdal                    | Ágoston Péter Andrádi Zsanett Boldog Emese Petridisz Hrisztosz |
| Magyar szöveg               | Bogdán László                                                  |
| Hangmérnök                  | Gajda Mátyás                                                   |
| Vágó                        | Németh Tamás                                                   |
| Szinkronrendező             | Csoma Ferenc                                                   |
| Produkciós vezető           | Koleszár Emőke                                                 |
| Szinkronstúdió              | SDI Media Hungary                                              |

## Epizódok
| Évad | Évad | Epizódok | Eredeti sugárzás     | Eredeti sugárzás     | Magyar premier a -on | Magyar premier a -on | Magyar premier a -on | Magyar premier a -on |
| Évad | Évad | Epizódok | Évadpremier          | Évadfinálé           | Évadpremier          | Évadfinálé           | Évadpremier          | Évadfinálé           |
| ---- | ---- | -------- | -------------------- | -------------------- | -------------------- | -------------------- | -------------------- | -------------------- |
|      | 1    | 20 (38)  | 2019. október 14.    | 2020. november 25.   | 2020. március 30.    | 2021. február 6.     | 2020. március 30.    | 2020. november 28.   |
|      | 2    | 20 (37)  | 2020. október 9.     | 2021. december 10.   | 2021. május 10.      | 2022. március 18.    | 2021. február 15.    | 2022. február 22.    |
|      | 3    | 20 (37)  | 2021. szeptember 17. | 2022. szeptember 30. | 2022. március 21.    | 2022. november 30.   | 2022. február 23.    | 2022. november 3.    |

## Egyéb médiumok

### DVD
| DVD cím                   | Kiadás dátuma    | Évadok | Epizódok száma | Részenkénti játékidő |
| ------------------------- | ---------------- | ------ | -------------- | -------------------- |
| The Complete First Season | 2021. február 2. | 1.évad | 20             | 450 perc             |

### Képregényalbumok
| Kötet | Eredeti cím           | Kiadás dátuma     | ISBN               | Kiadó     |
| ----- | --------------------- | ----------------- | ------------------ | --------- |
| 1.    | We're All Familia     | 2021. május 4.    | ISBN 9781545806227 | Papercutz |
| 2.    | Anything for Familia  | 2022. február 22. | ISBN 9781545808634 | Papercutz |
| 3.    | Brand Stinkin' New    | 2022. június 28.  | ISBN 9781545809105 | Papercutz |
| 4.    | Friends and Family    | 2022. október 18. | ISBN 9781545809631 | Papercutz |
| 5.    | Going Out of Business | 2023. június 13.  | ISBN 9781545810477 | Papercutz |
| 6.    | Familia Feud          | 2024. január 30.  | ISBN 9781545810477 | Papercutz |

### Könyvek
| Kötet | Eredeti cím              | Írta           | Kiadás dátuma   | ISBN               | Kiadó      |
| ----- | ------------------------ | -------------- | --------------- | ------------------ | ---------- |
| 1.    | Case of the Missing Cake | Daniel Mauleón | 2022. január 4. | ISBN 9781338775549 | Scholastic |

### Podcastek
| # | Eredeti cím                                | Eredeti premier    |
| - | ------------------------------------------ | ------------------ |
| 0 | Introducing The Casagrandes Familia Sounds | 2019. december 17. |
| 0 | ?                                          |                    |
| 1 | Meet the Casagrandes                       | 2019. december 22. |
| 1 | ?                                          |                    |
| 2 | Zoo Visit with Ronnie Anne & Sid           | 2019. december 31. |
| 2 | ?                                          |                    |
| 3 | Great Lakes City Tour                      | 2020. január 8.    |
| 3 | ?                                          |                    |
| 4 | Mystery of the Hallway Gunk                | 2020. január 15.   |
| 4 | ?                                          |                    |
| 5 | Carl's Cash Class                          | 2020. január 22.   |
| 5 | ?                                          |                    |
| 6 | Sing-Along with the Casagrandes            | 2020. január 29.   |
| 6 | ?                                          |                    |